# Віатор (Альмерія)
Віатор (ісп. Viator) — муніципалітет в Іспанії, у складі автономної спільноти Андалусія, у провінції Альмерія. Населення — 5043 особи (2010).
Муніципалітет розташований на відстані близько 410 км на південь від Мадрида, 6 км на північний схід від Альмерії.
На території муніципалітету розташовані такі населені пункти: (дані про населення за 2010 рік)
- Ла-Хуайда: 338 осіб
- Віатор: 4705 осіб

## Демографія
Динаміка населення (INE ):